# Гробниця

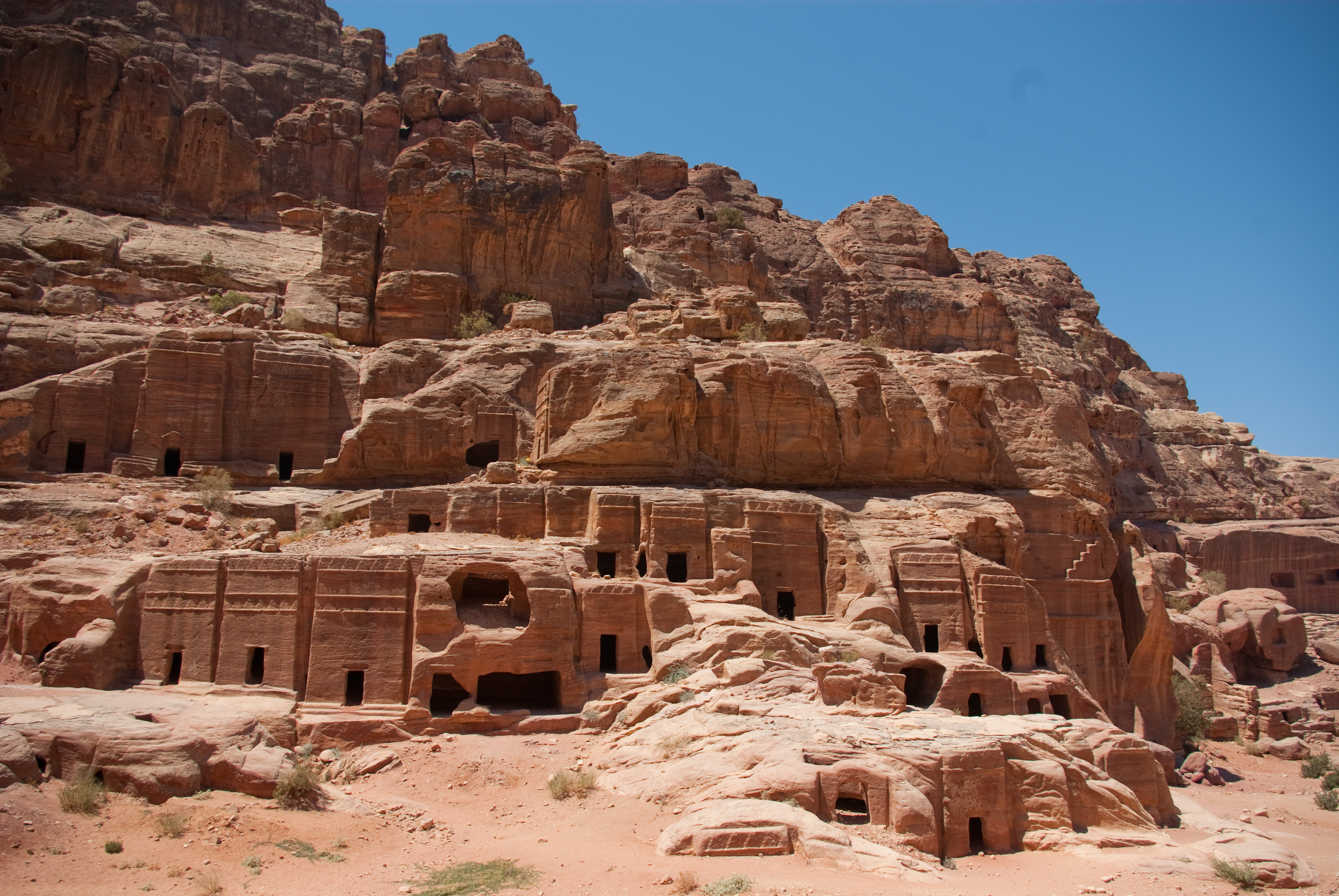
Набатейські скельні гробниці в Петрі (сучасна Йорданія)

Гробни́ця — форма поховання, при якій останки покійного зберігають усередині споруди, а не під нею, як у випадку надгробку. Цей термін відповідає латинському «sepulcrum», грецькому «крипта», англійському «tomb».
- Поховальна камера — похоронна споруда з каменя, часто мегалітична за конструкцією, тривалий час слугувала склепом для послідовних поховань[2] .
- Коридорні гробниці — тип гробниці епохи неоліту або доби бронзи, знайдені на території Європи.
- Шахтна гробниця — тип поховальної споруди у вигляді вузької і глибокої шахти з кам'яної породи. Знайдено Мікенські шахтові гробниці, шахтні гробниці в Месопотамії та у народів доколумбової Америки.
- Толоси, звані також купольними гробницями, були поширені в Греції, історично прийшли на зміну мікенських шахтних гробниць.
- Тумулуси, мегалітичні купольні гробниці у вигляді курганів.
- У Єгипті гробниці називалися мастабами. Гробницями також були єгипетські піраміди. Тіла поміщалися в саркофаги.
- Крипта — одне або кілька підземних склепінчастих приміщень, що служать для поховання та експонування мощей святих та мучеників.
- Склеп — назва гробниці у вигляді окремого будинку або підземного приміщення, в якому встановлюються труни.
- Усипальниця — склеп для поховання членів одного роду, однієї сім'ї або видатного діяча.
- Мавзолей — монументальний вид гробниці.

Гробницями також є багато стародавніх курганів.